# DAAP
Il protocollo Digital Audio Access Protocol (DAAP) è un protocollo proprietario introdotto da Apple nel suo software di riproduzione musicale iTunes per condividere file all'interno di una rete locale.

## Descrizione
Il protocollo DAAP in origine è stato introdotto nella versione 4.0 di iTunes. Inizialmente, Apple non ha rilasciato una descrizione del protocollo, ma è stato decodificato dagli utenti, ad un livello sufficiente per rendere possibile l'utilizzo del protocollo per piattaforme non iTunes.
Un server DAAP è un server HTTP specializzato, che svolge 2 funzioni. Manda una lista di canzoni e riproduce la canzone richiesta dall'utente.
DAAP è uno dei 2 modi per la condivisione multimediale che Apple ha attualmente rilasciato. L'altro protocollo, chiamato Digital Photo Access Protocol (DPAP), è utilizzato da iPhoto per mandare immagini, entrambi si basano su un protocollo sottostante, Digital Media Access Protocol (DMAP).
Le prime versioni di iTunes permettono agli utenti di connettersi alle condivisioni su internet, però, nelle versioni successive solo i computer nella stessa rete potevano accedere al client (l'accesso tramite port tunneling è ancora eseguibile).
DAAP è stato anche implementato in altre applicazioni non apple, come: Banshee, Amarok, Exaile (con un plugin), Songbird (con un plugin), Rhythmbox (con un plugin), e WiFiTunes.